# Guwanç Nurmuhammedow
Guwanç Nurmuhammedow (17 de noviembre de 1976) es un deportista turcomano que compitió en judo. Ganó una medalla de plata en los Juegos Asiáticos de 2002, y una medalla de plata en el Campeonato Asiático de Judo de 1999.

## Palmarés internacional
| Juegos Asiáticos    | Juegos Asiáticos      | Juegos Asiáticos | Juegos Asiáticos |
| Año                 | Lugar                 | Medalla          | Categoría        |
| ------------------- | --------------------- | ---------------- | ---------------- |
| 2002                | Busan (Corea del Sur) | Medalla de plata | –66 kg           |
| Campeonato Asiático |                       |                  |                  |
| Año                 | Lugar                 | Medalla          | Categoría        |
| 1999                | Wenzhou (China)       | Medalla de plata | –66 kg           |